# Robert Józef Bialik
Robert Józef Bialik – polski specjalista w zakresie hydrologii, hydrodynamiki środowiska, oceanografii fizycznej, biologii morza, dr hab. nauk o Ziemi, adiunkt Instytutu Geofizyki i Instytutu Biochemii i Biofizyki Polskiej Akademii Nauk.

## Życiorys
W 2004 ukończył studia w zakresie oceanografii na Uniwersytecie Gdańskim, natomiast 26 maja 2010 obronił pracę doktorską Modelowanie ruchu saltacyjnego cząstek rumowiska w przepływie rzecznym i transportu rumowiska wleczonego, otrzymując doktorat, a 4 grudnia 2015 habilitował się na podstawie oceny dorobku naukowego i pracy zatytułowanej Dyfuzja i początek ruchu cząstek rumowiska rzecznego w formie saltacji.
Został zatrudniony na stanowisku adiunkta w Instytucie Geofizyki, oraz w Instytucie Biochemii i Biofizyki Polskiej Akademii Nauk.

## Publikacje
- 2006: Analysis of sediment laden flows in open channel[1]
- 2010: A numerical study of turbulence influence on saltating grains[1]
- 2013: On the numerical analysis of bed-load transport of saltating grains[1]
- 2013: Numerical study of near-bed turbulence structures influence on the initiation of saltating grains movement[1]